# Szirbin
Szirbin (arab. شربين; Shirbīn) – miasto w północnym Egipcie, w muhafazie Ad-Dakahlijja. Leży w Delcie Nilu, nad ramieniem Damietta, około 20 km od centrum miasta Al-Mansura. W 2006 roku liczyło ok. 55 tys. mieszkańców.